# Sjöpungar
Sjöpungar (Ascidiacea) är en klass av påsliknande filtrerare tillhörande manteldjuren (Tunicata). Sjöpungar karaktäriseras främst av sina omslutande skyddshöljen, manteln. Denna mantel består till viss del av det cellulosaliknande ämnet, tunicin, vilket gör sjöpungens mantel starkare i jämförelse med andra manteldjur.
Sjöpungar förekommer i alla hav med cirka 1 850 arter, varav cirka 20 är vanliga att finna vid den svenska västkusten.
De kläcks som bilaterala larver. Larverna letar upp en bra plats att bosätta sig på (ofta oorganiskt material, till exempel stenar och liknande), får en säckliknande form och tillbakabildar sedan sitt ganglion (benämns ibland felaktigt som att den "äter upp sin hjärna"). Detta gör den för att spara energi, eftersom dess ganglion är det mest energikrävande organet i kroppen.

## Odling
Då sjöpungens föda består av växtplankton förekommer det idag försök till odling av dem vid Sveriges västkust till viss del i miljövänligt syfte. En storskalig produktion skulle kunna bidra till minskad övergödning då näringsämnena kväve och fosfor binds i sjöpungarna, som sedan kan omvandlas till biomassa, vilken skulle kunna användas till gödsling eftersom den redan är rik på den nödvändiga näringen. I rötningen uppstår biogas som kan användas till energiförsörjning, som till exempel värmekraftverk, och för att driva bussar och bilar. För att få lönsamhet i tillverkningen krävs dock någon typ av certifikat eller annan betalning för ekosystemtjänst.
Det produceras även en umamifond gjord på sjöpung av företaget Marinetaste.